# Tribuna de Galileo

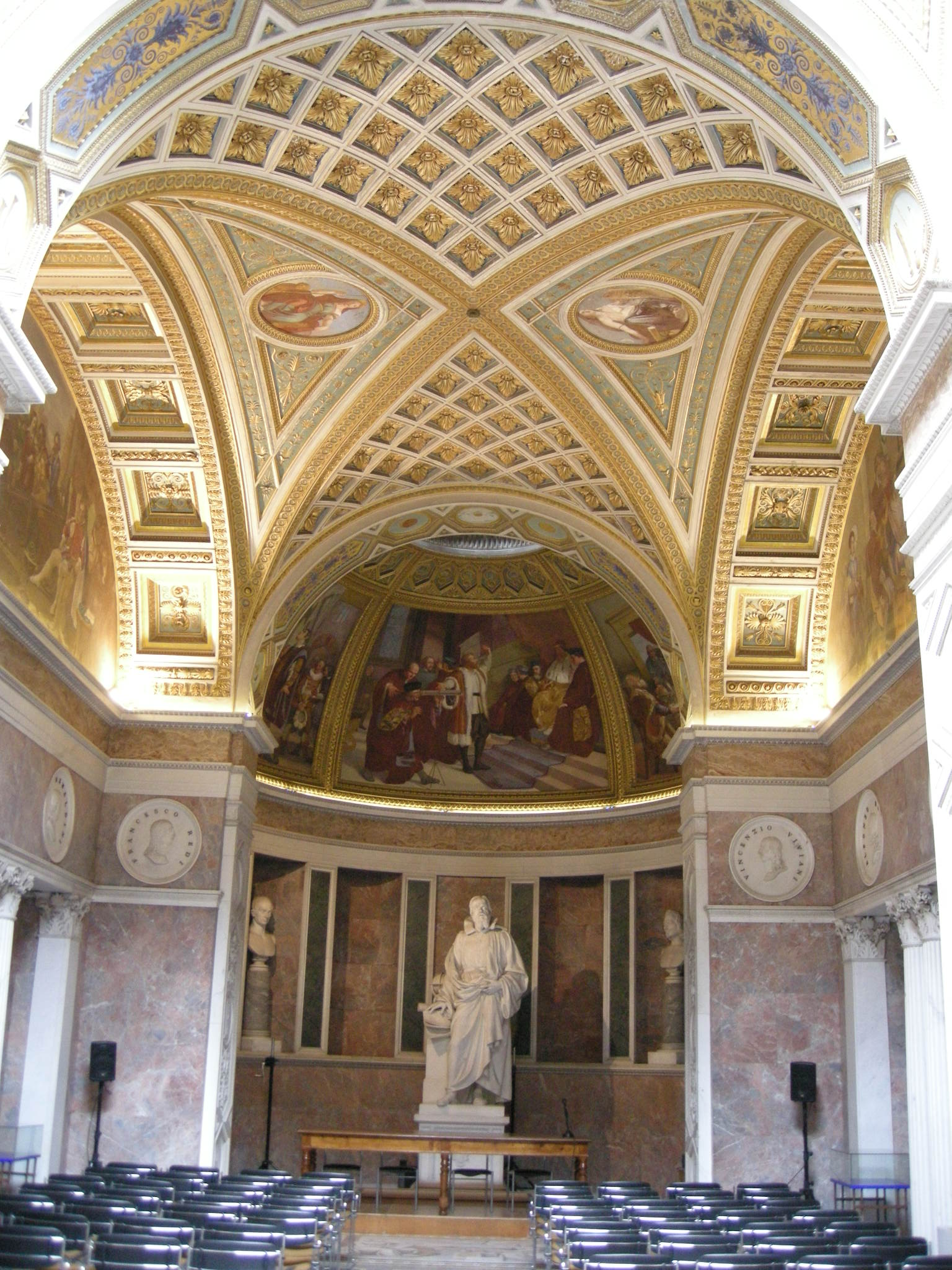
Interior de la Tribuna de Galileo: vista a través de la antesala hacia la estatua bajo el domo

La Tribuna de Galileo (en italiano: Tribuna di Galileo) es una adición arquitectónica en estilo neoclásico al Museo de Historia Natural (La Specola) de Florencia. Fue construida en 1841 para conmemorar al célebre científico florentino Galileo Galilei y para albergar algunos de sus instrumentos científicos.

## Descripción
La tribuna fue completada en 1841, alojada dentro del primer piso del Museo de Ciencia de La Specola en Florencia. Fue construida por orden de Leopoldo II de Toscana (1797-1870). La Casa de Lorena-Habsburgo era de origen extranjero en Toscana; y el reconocimiento a Galileo puede ser visto como un intento de cooptar el patriotismo local. Contiene una estatua de grandes dimensiones de Galileo, con una serie de lunetas decoradas y frescos que describen acontecimientos de la historia científica relacionada con Florencia. Durante un tiempo alojó algunos de los instrumentos originales del científico, como su compás geométrico y militar, una piedra de imantar, dos telescopios, y la lente del objetivo del telescopio con el que Galileo descubrió los satélites de Júpiter. Generalmente no está abierta al público.
Está integrada por dos salas principales: una sala abovedada de planta cuadrada, y una segunda sala adyacente también cuadrada sobre la que se alza una cúpula de vidrio con armazón de hierro. La cúpula permite a la luz brillar sobre la estatua de mármol de Galileo (obra de Aristodemo Costoli). Los nichos circundantes tienen bustos de alumnos famosos de Galileo: Benedetto Castelli, Bonaventura Cavalieri, Evangelista Torricelli, y Vincenzo Viviani. Los medallones en la sala adyacente conmemoran a los mecenas que impulsaron la obra. Los frescos en las paredes describen:
- Leonardo da Vinci ante el Duque de Milán, Ludovico Sforza (por Nicola Cianfanelli)
- Galileo demuestra las Leyes de la Gravedad a los Médici (por Giuseppe Bezzuoli)
- Galileo observa la lámpara-péndulo del Duomo de Pisa (por Luigi Sabatelli)
- Galileo presenta el telescopio al Senado de Venecia (por Luigi Sabatelli)
- Galileo, ciego y viejo, conversa con discípulos (por Luigi Sabatelli)
- Sesión de Experimentos en la Accademia del Cimento (por Gasparo Martellini)
- Alessandro Volta demuestra su batería experimental a Napoleón (diseño de Cianfanelli, completado por Martellini).

Se trata de una combinación arquitectónica inusual. El diseño tiene un parecido distante al domo y a la nave de una iglesia; reminiscencia de un "templo" en el que se presta atención hagiográfica a un científico secular. Contiene rasgos modernos, como la cúpula de hierro, pero también adopta elementos neoclásicos tardíos en nichos, arcos, y columnas. 
La construcción sugiere una tardía disculpa a Galileo de una aristocracia muy lenta en abrazar libremente el espíritu pionero de la Ilustración. Llevó dos siglos a los florentinos honrar a su científico más grande con un edificio, lo que no es sorprendente si se tiene en cuenta que también habían sido lentos para enterrar a Galileo dentro de una iglesia. Después de su muerte en 1642, el intento de alojar sus restos en la nave principal de la Basílica de la Santa Croce, cerca de las tumbas de su padre y de otros antepasados, fracasó ante las protestas de las autoridades papales. Sólo un siglo más tarde, su cuerpo por fin descansó en el interior de la iglesia.

## Galería

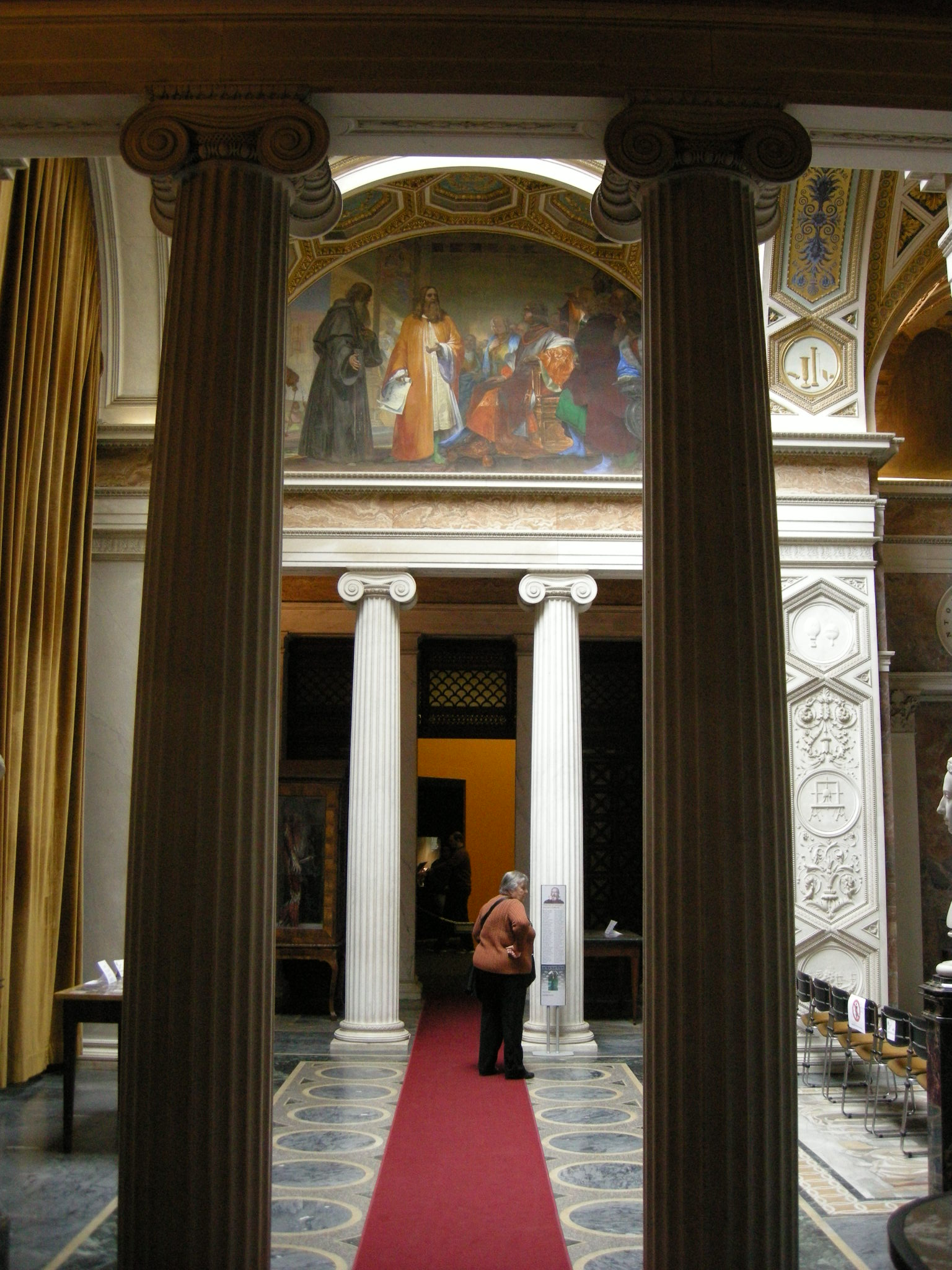
Vista a través de la antesala que muestra un luneto pintado
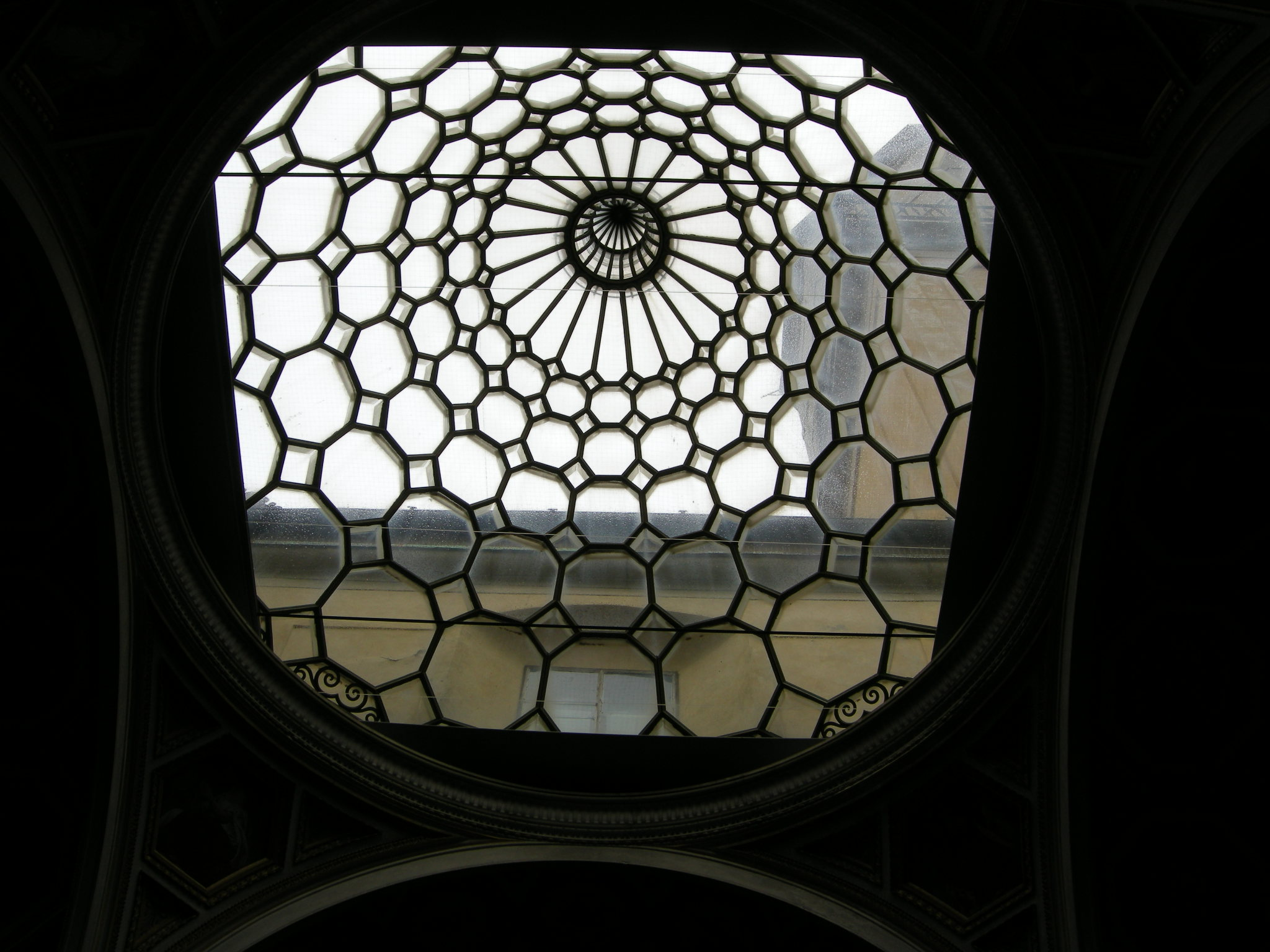
Cúpula de hierro y vidrio
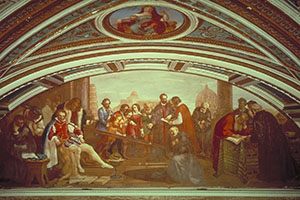
Galileo demuestra leyes de la gravedad
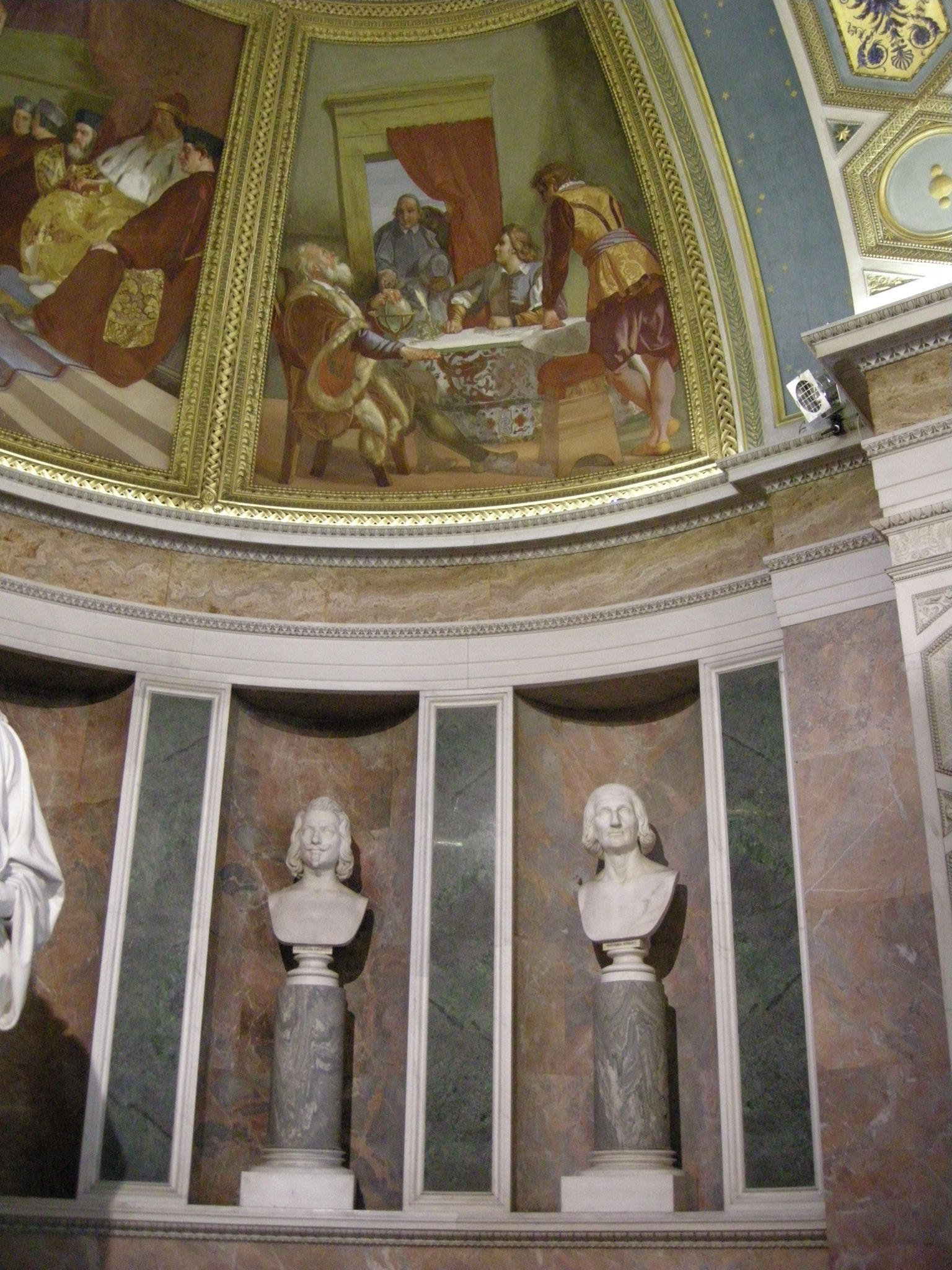
Ábside y bustos
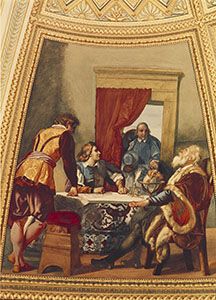
Galileo con sus discípulos
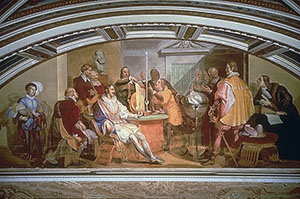
Sesión de la Accademia del Cimento
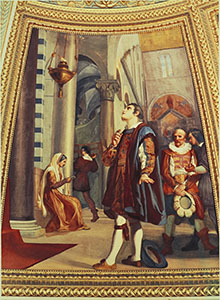
Galileo en el Duomo de Pisa
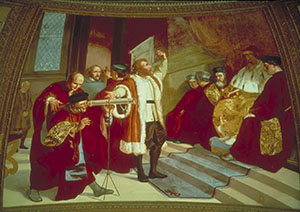
Galileo ante el Senado de Venecia